# Kærlighed og svaghed
Kærlighed og svaghed (engelsk: Persuasion) er Jane Austens sidste roman. Hun begyndte at skrive den kort tid efter hun afsluttede Emma og afsluttede den i august 1816. Jane Austen døde i 1817 i en alder af 41 år, men Kærlighed og svaghed udkom først i 1818.

## Bogens plot
Syv år før bogens handling udspiller sig, forelsker Anne Elliot sig i den flotte ambitiøse, men fattige søofficer Frederick Wentworth. De to forlover sig, men Annes familie og nære ven Lady Russell overtaler Anne til at bryde forlovelsen, da de ikke mener, at Wentworth er god nok til Anne og deres familie. I en alder af 27 år og betragtet som gammeljomfru møder Anne igen Wentworth, da hans familie lejer Annes faders gods.

## Handling
Anne Elliot er den oversete mellemste datter af den forfængelige Sir Walter Elliot, en baronet som er alt for optaget af sit udseende og sin rang, og som bruger alt for mange penge. Anne moder har været død i mange år. Elizabeth, den ældste søster, minder om sin far i temperament og selvoptagethed og nyder sin høje status i samfundet. Annes yngre søster, Mary, er en nervøs, klynkende kvinde som har indgået et meget fordelagtigt ægteskab med Charles Musgrove, arving til en landlig, men højt respekteret lokal godsejer, efter at Anne har afvist ham.
Da Anne var nitten år gammel blev hun overtalt af sin moders bedste veninde – og hendes egen fortrolige ven – Lady Russell, til at bryde sin forlovelse med Wentworth, en mand hun elsker meget højt. Lady Russell og Annes egen familie mener, det vil være ufornuftig af Anne at binde sig til en fattig søofficer uden familie eller forbindelser og med en usikker fremtid. De mener at Anne, som er ung, køn og en baronets datter, kan finde en som er langt bedre. Men i en alder af 27 er Anne stadig ugift og er aldrig kommet sig over sine følelser for Wentworth.
Wentworth og Anne mødes igen, da Sir Walter pga. pengeproblemer bliver nød til at leje sit gods ud til ingen andre end Wentworth søster og svoger, ægteparret Croft. Sir Walter og Elizabeth flytter til Bath, mens Anne for en tid flytter ind sin søster Mary, både for at holde hende med selskab og for at undgå Bath, hvor hun har dårlige minder fra sin skoletid. Wentworth har imidlertid haft succes og er nu forfremmet til kaptajn og er meget rig.
Familien Musgrove med Mary, Charles og Charles' yngre søstre, Henrietta og Louisa, er begejstret for at byde Wentworth og familien Croft velkommen til nabolaget. Begge Musgroves døtre bliver småforelsket i Wentworth, til trods for at Henrietta er uformelt forlovet med deres fætter, Charles Heyter. Charles, Mary, og familien Croft spekulerer konstant over, hvilken af søstrene Wentworth vil gifte sig med, da han viser dem begge opmærksomhed. Anne derimod får stort set ingen opmærksomhed; han virker kold og ligeglad og er stadig såret over hendes afvisning. Henrietta bliver dog af sin søster overtalt til at fastholde forlovelsen med Charles Heyter, og herefter går alle ud fra, at Wentworth vil gifte sig med Louisa.
Da kaptajn Wentworth beslutter sig for at besøge en god ven, kaptajn Harville, i det nærliggende Lyme, beslutter alle de unge sig for at tage med og lave en endagsudflugt ud af det. Mens de er i Lyme, møder de en ung mand som tydeligvis beundrer Anne og det får Wentworth til at lægge mærke til Anne kønne udseende. Senere finder de ud af, at manden er Sir Walters fætter og arving. Sidst på dagen falder Louisa pga. hendes ubesindige opførsel og pådrager sig en voldsom hjernerystelse. Dette viser tydeligt forskellen mellem den frembrusende, enerådige Louisa og den mere fornuftige Anne. Mens alle i gruppen er lamslået over Louisas fald og nogle tror hun er død, bevarer Anne et koldt hoved og prøver at hjælpe Louisa mens hun tilkalder assistance. Da Wentworth ser Anne tage kontrol over situationen vækker det hans beundring for hende.
Louisa kommer sig kun langsomt og hendes selvsikkerhed er blevet alvorlig skadet. Hendes nyfundne skyhed fremkalder opmærksomhed og trøst fra Wentworths ven, kaptajn Benwick, som har sørget over sin afdøde forlovede i længere tid. Parret finder trøst i hinanden og de bliver forlovet.
I mellemtiden er Sir Walter, Elizabeth samt Elizabeths intrigante ven Mrs. Clay flyttet til Bath, og Anne slutter sig til dem efter Louisas fald i Lyme da hun føler hun nu vil være i vejen, mens familien plejer deres datter. Sir Walters fætter og hans arving, William Elliot, som for længe siden afviste Sir Walter og Elizabeth som ønskede at gifte sig med ham, søger nu forsoning. Elizabeth går ud fra at han nu ønsker at gifte sig med hende, mens Lady Russell mere korrekt tror han er interesseret i Anne.
Til trods for at William Elliot virker som den perfekte gentleman, stoler Anne ikke på ham, hun synes han virker som om han skjuler noget. Hun finder ud af sandheden fra en gammel skole veninde, Mrs. Smith, som bor i fattigdom i Bath. Mrs. Smith og hendes afdøde mand havde været bedste venner med William Elliot, men han lokkede dem ud i finansielt overforbrug og da de blev fattige droppede han hurtigt sit venskab med dem. Endvidere fortæller Mrs. Smith også at en af grundene til William Elliots pludselige interesse i Elliot familien er at han vil sørge for at Sir Walter ikke gifter sig igen og muligvis avler en anden arving.
Familien Musgroves besøger Bath for at købe bryllupstøj til Louisa og Henrietta. Kaptajn Wentworth og hans ven kaptajn Harville ledsager dem. Under et møde hos familien Musgrove diskuterer Anne og Harville forhold, og Anne viser tydeligt at hun tror en forelskelse kan vare hele livet, selvom den ikke er gengældt. Wentworth overhører samtalen og skriver en note til Anne hvori han fortæller om sine følelser for hende. Anne og Wentworth fornyer deres forlovelse, og denne gang er hendes familie ikke imod det idet Wentworth nu er en rig og succesfyldt mand.

## Personer
Sir Walter Elliot — En forfængelig og selvtilfreds baronet som siden hans kones død har haft et overforbrug som har ledt hans familie i økonomiske problemer. Han elsker sin ældste datter som minder om ham selv, men har ikke mange følelser for hans to yngste døtre.
Elizabeth Elliot — Den ældste og smukkeste at Sir Walters døtre, som opmuntrer hans ekstravagance og behandler Anne lige så dårligt som hendes fader gør. Hun er ugift, men har altid håbet at blive gift med Sir Walters fætter, William Elliot.
Anne Elliot — Den mellemste af Sir Walters døtre. Hun er meget intelligent, og som ung var hun smuk men hun har mistet sit gode udseende efter hun brød sin forlovelse med Wentworth Hun er 27 år og ugift.
Mary Musgrove — Den yngste af Sir Walters døtre, gift med Charles Musgrove. Hun er opmærksomhedssøgende og føler sig altid overset og misbrugt. Hun er stor modstander af sin svigersøsters forlovelse med Charles Heyter, som Mary ikke synes er god nok til sin familie.
Charles Musgrove — Marys mand og arvingen til Musgrove godset. Han ønskede at blive gift med Anne, men da hun afviste ham pga. sine følelser for Wentworth tog han i stedet Mary, til stor skuffelse for hans familie som alle elsker Anne.
Lady Russell — Annes moders bedste veninde og Anne fortrolige ven som hjælper familien Elliott med sine fornuftige råd. Til trods for hendes store rolle i at bryde forlovelsen mellem Anne og Wentworth ser Anne hende stadig som sin gode ven og vejleder.
Mrs. Clay — En fattig enke, datter af Sir Walters advokat og nær veninde til Elizabeth Elliot. Hun forsøger at lokke Sir Walter til at gifte sig med hende.
Kaptajn Frederick Wentworth — En søofficer som Anne var forlovet med for mange år siden. På det tidspunkt havde han hverken penge eller fremtidsudsigter, men han har siden opnået succes og rigdom. Er bror til Sophia Croft.
Admiral Croft — Godmodig og ærlig lejer af Sir Walters gods samt svigerbror til Wentworth.
Sophia Croft — Søster til Wentworth og gift med admiral Corft.
Henrietta Musgrove — Den ældste af Charles Musgroves søstre. Forlovet med sin fætter Charles Hayter men bliver fristet af den mere elegante kaptajn Wentworth.
Louisa Musgrove — Den næstældste af Charles Musgroves søstre. Louisa er en munter og beslutsom ung kvinde der, ligesom sin søster, beundre kaptajn Wentworth. Hun bliver dog forlovet med kaptajn Benwick.
Kaptajn Harville — En af Wentworths gode venner som bor i Lyme.
Kaptajn James Benwick — En ven af Kaptajn Harville. Benwick var forlovet med Kaptajn Harvilles søster Fanny, men hun døde mens Benwick var væk til søs. Benwicks tab har gjort ham melankolsk og poesi elsker. Benwick bliver forlovet med Louisa Musgrove.
Mr. William Elliot — Sir Walters fætter og arving som brød forbindelse med familien Elliot efter han giftede sig med en rig ung kvinde i stedet for Elizabeth Elliot. Han ønsker desperat at arve en titel og gør sig derfor venner med familien igen for at sørge for at Sir Walter ikke gifter sig. Han beundrer Anne og vil gerne giftes med hende.
Mrs. Smith — En af Annes gamle skoleveninder som nu bor i Bath. Hun er enke og lever i fattigdom og sygdom.
Lady Dalrymple — Sir Walter kusine. Hun er rig og har en høj position i samfundet. Sir Walter og Elizabeth er ivrige for at blive set i selskab med Lady Dalrymple rundt om i Bath.